# Дипломатическая служба (Италия)
Дипломатическая служба — в Италии, включает в себя дипломатических и консульских работников, состоящих на государственной службе, куда они поступают по конкурсу.
Продвижение по службе происходит постепенно, в соответствии с требованиями представленными в таблице:
| Ранг | Пребывание в должности |
| --- | --- |
| Секретарь дипломатической миссии — стажёр | 9 месяцев после окончания Дипломатического института. |
| Секретарь дипломатической миссии * Второй секретарь Дипломатического представительства * Руководитель Вице-консульства * Вице консул Генерального консульства 1 класса, генерального консульства или консульства | 9 лет 9 месяцев; из которых 2—3 года в Министерстве иностранных дел. После первого назначения за рубеж (6—8 лет) и прохождения 6-месячных курсов повышения квалификации при Дипломатическом институте.         |
| Советник дипломатической миссии * Советник Дипломатического представительства * Консул Генерального консульства 1 класса * Руководитель Консульства 1 класса                                                     | Минимум 4 года; после окончания первого цикла за рубежом назначается на 2—3 года в Министерство иностранных дел; затем 6 месяцев в Дипломатическом институте, вслед за этим следует новое назначение за рубеж. |
| Советник посольства * Первый советник Дипломатического представителя * Руководитель Генерального консульства * Заместитель Генерального консула в Генеральном консульстве 1 класса                               | Минимум 4 года;из которых 2/3 в загранпредставительствах или Министерстве и не менее 3-х месяцев В Дипломатическом институте на курсах повышения квалификации.                                                 |
| Полномочный министр * Руководитель Дипломатического представительства * Министр-советник Дипломатического представительства * Руководитель Генерального консульства 1 класса                                     | Минимум 7 лет, из которых 2/3 в загранпредставительствах и 1/3 в министерстве. |
| Посол * Руководитель Дипломатического представительства | 2/3 в загранпредставительствах и 1/3 в Министерстве. |